# Schloss Buchholz (Waldkirch)
Das denkmalgeschützte Schloss Buchholz in der Schwarzwaldstraße 52 in Buchholz (Waldkirch) wurde 1760 erbaut und im Jahre 1767 durch den Anbau einer langgestreckten Kapelle an der Ostseite erweitert. Zum Schloss gehören zwei Wirtschaftsgebäude und das Gartenhaus an der „Alten Dorfstraße 29“.
Der Erbauer war von Franz Anton von Bayer, Kaiserlicher Rat und Bürgermeister von Freiburg.
Es ist ein zweigeschoßiger Massivbau, die Südfassade ist siebenachsig, die Schmalseiten fünf- und vierachsig mit einem hohen Walmdach.
Das Hauptportal im Stile des Rokoko hat eine Korbbogenöffnung mit dem Wappen derer von Ow-Wachendorf und Spitzenberg, dieses ist seit 1906 dort eingesetzt.
Das Wappen der Erbauer „von Bayer“ ist seitdem in einem Fenster des Gartenhauses. und einer Freitreppe. Die Innenausstattung mit Stuckdecken ist erhalten.
Zum Schloss gehört ebenfalls eine ummauerte Parkanlage aus dem Jahre 1767 mit Gartenhaus, dies wurde im Jahre 1953 restauriert
Seit 2019 wird die Sanierung des Schlosses durch das Land Baden-Württemberg gefördert, die Bauherrin der Sanierung ist Frau Renate Sick-Glaser.
Durch die Förderung werden das historische Gartenhaus und die Remise saniert.
Seit 2021 erfolgt eine weitere Förderung durch den Bund. Der Beschluss vom 19. Mai 2021 sagt einen Bundeszuschuss von 400.000 € für Schloss Buchholz zu.
Der überwiegende Anteil der Sanierung wird durch die Sick Stiftung getragen.
Das Buchholzer Schloss mit der Parkanlage wird das neue Zentrum der Sick-Akademie, einem Schulungszentrum für Mitarbeiter und Kunden der Firma Sick.